# Гэллап, Саймон
Саймон Джонатан Гэллап (англ. Simon Jonathon Gallup, 1 июня 1960, Суррей, Англия) — английский музыкант, бас-гитарист рок-группы The Cure.

## Биография
В начале карьеры Саймон Гэллап являлся членом панк-рок-группы Lockjaw. В 1979 году присоединился к The Cure, заменив Майкла Демпси на бас-гитаре перед записью альбома Seventeen Seconds. Во время турне Pornography в 1982 году произошло несколько инцидентов (в том числе драка с Робертом Смитом), которые подтолкнули Саймона к уходу из группы. Гэллап и Смит не разговаривали в течение восемнадцати месяцев после ссоры. Уход Гэллапа из группы и сотрудничество Смита с Siouxsie and the Banshees породили слухи о распаде The Cure. В декабре 1982 года Роберт заметил в интервью изданию Melody Maker: «Продолжит ли The Cure своё существование? Я постоянно задаю себе этот вопрос […] я не думаю, что смогу и дальше работать в том же формате. Что бы ни случилось, я, Лоуренс и Саймон никогда не будем вместе. Я в этом уверен». В 1982 году Сэм основал группу Cry, которая позже была переименована в Fools Dance. Они сыграли ряд концертов, но так и не записали полноформатный альбом, выпустив лишь два EP. Группа распалась в 1985 году, после того как Гэллап вернулся к The Cure по просьбе Роберта Смита, с тех пор они остались в хороших отношениях. Роберт был в восторге от возвращения Саймона. В интервью Melody Maker он заявил: «Мы опять стали группой». В 1988 году Гэллап даже был шафером на свадьбе Смита.

## Личная жизнь
Саймон был дважды женат и имеет троих детей.

## Дискография
Lockjaw
- Radio Call Sign, The Young Ones (1977), — 7" Сингл
- Journalist Jive, A Doong A Doong A, I’m A Virgin (1978), — 7" Сингл

The Mag/Spys
- Life Blood, Bombs (1980), — Сплит 7" Сингл с The Obtainers

The Cure
- Seventeen Seconds (1980)
- Faith (альбом The Cure) (1981)
- Pornography (1982)
- The Head on the Door (1985)
- Standing on a Beach (1986)
- Staring at the Sea (1986), VHS
- The Cure In Orange (1986), VHS
- Kiss Me, Kiss Me, Kiss Me (1987)
- Disintegration (1989)
- Mixed Up (1990)
- Entreat (1991)
- Picture Show (1991), VHS
- The Cure Play Out (1992), VHS
- Wish (1992)
- Paris (1993)
- Show (1993)
- Wild Mood Swings (1996)
- Galore (1997)
- Bloodflowers (2000)
- Greatest Hits (2001)
- The Cure: Trilogy (2003), DVD
- Join the Dots: B-Sides & Rarities 1978—2001 (The Fiction Years) (2004)
- The Cure (2004)
- The Cure: Festival 2005 (2005), DVD
- 4:13 Dream (2008)

Fools Dance
- Fools Dance EP (1985)
- They’ll Never Know EP (1987)